# Istiblennius muelleri
Istiblennius muelleri är en fiskart som först beskrevs av Klunzinger, 1879.  Istiblennius muelleri ingår i släktet Istiblennius och familjen Blenniidae. Inga underarter finns listade i Catalogue of Life.